# Han Eom-ji
Han Eom-ji (한엄지?; 10 novembre 1998) è una cestista sudcoreana.

## Carriera
Con la Corea del Sud ha disputato i Giochi olimpici di Tokyo 2020.